# Ictino

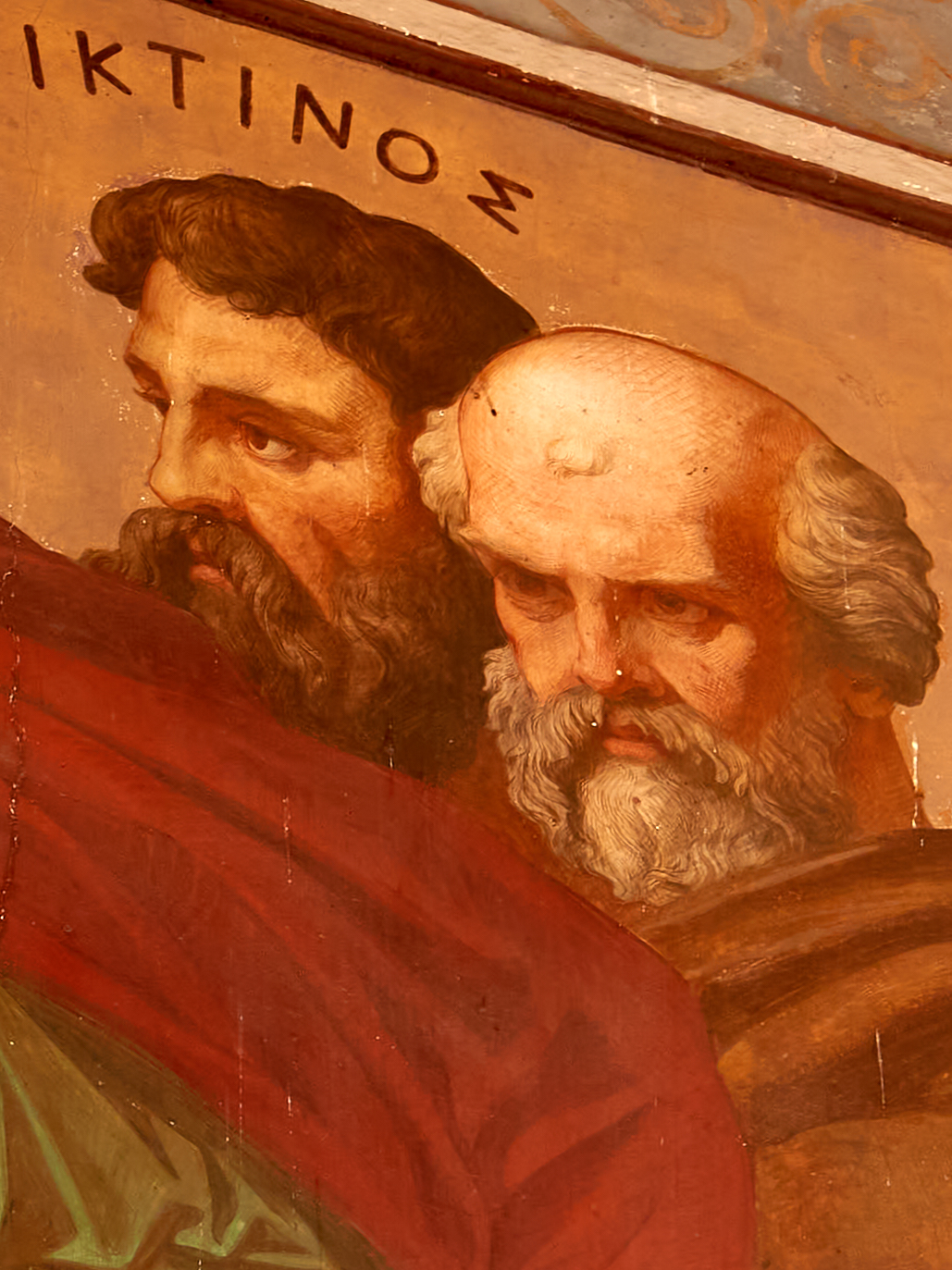
Ictino fue un renombrado arquitecto griego del reconocido por su colaboración en el diseño del Partenón en Atenas, uno de los templos más icónicos de la antigüedad. Su trabajo influyó notablemente en el desarrollo del estilo arquitectónico dórico.

Ictino (en griego  Ἰκτῖνος Iktinos) fue un arquitecto griego de la segunda mitad del siglo V a. C. Su nombre está vinculado a tres obras fundamentales: el Partenón (447-432 a. C.) en Atenas (bajo las órdenes de Fidias y en colaboración con Calícrates), el Telesterion de Eleusis y el templo de Apolo en Figalia. En este último templo se halla el primer capitel de columna de orden corintio que se conoce.
Su estilo se caracteriza por sus columnas y sus entablamentos, presentes a lo largo de toda la evolución del arte griego.